# فجل الخيل الكبير الثمر
فجل الخيل كبير الثمر (الاسم العلمي:Armoracia macrocarpa) هو نوع من النباتات يتبع جنس الفجل الخيل من الفصيلة الكرنبية.